# Тлукоми
Тлукоми (пол. Tłukomy, нім. Groß Elsingen) — село в Польщі, у гміні Висока Пільського повіту Великопольського воєводства.
Населення — 239 осіб (2011).
У 1975-1998 роках село належало до Пільського воєводства.

## Демографія
Демографічна структура станом на 31 березня 2011 року:
|          | Загалом | Допрацездатний вік | Працездатний вік | Постпрацездатний вік |
| -------- | ------- | ------------------ | ---------------- | -------------------- |
| Чоловіки | 121     | 31                 | 75               | 15                   |
| Жінки    | 118     | 31                 | 59               | 28                   |
| Разом    | 239     | 62                 | 134              | 43                   |